# Randmeer (water)
Een randmeer is een water rondom een polder dat als doel heeft de waterhuishouding van de polder te isoleren van de waterhuishouding van het omliggende land. De term wordt vooral gebruikt voor de meren tussen Flevoland en het oude land. De Wieringermeer sluit direct aan op het oude land van Noord-Holland en de Noordoostpolder sluit grotendeels direct aan op Overijssel en Friesland.
Na de aanleg van de polders van Flevoland zou het "oude land" hoger liggen dan het "nieuwe land". Wanneer het oude land direct op het nieuwe land zou aansluiten, zou de waterspiegel in het oude land zakken, doordat het (diepe) grondwater wegzijgt naar de nieuwe polder met onder andere gevaar voor verdroging tot gevolg, terwijl in het nieuwe land aan de randen wateroverlast zal ontstaan. Drainage biedt geen oplossing, omdat de problemen in het oude land daardoor nog zullen toenemen. Door de inrichting van een randmeer van voldoende grootte blijft de waterdruk naar het oude land op het oude peil. De polder heeft zijn eigen waterhuishouding. Dat een randmeer gewenst is, bleek na het droogvallen van de Noordoostpolder.
Toen goede ervaring was opgedaan met de randmeren bij Oostelijk en Zuidelijk Flevoland werd onderzocht of het wenselijk was achteraf ook bij de Noordoostpolder een strook water aan te leggen tussen de polder en het oude land van Friesland en Overijssel. Op 29 maart 2004 is definitief besloten hiervan af te zien in verband met de kosten.
In 1999 liet de gemeente Wieringen een studie uitvoeren naar het verbreden van het Amstelmeerkanaal tot Wieringerrandmeer. Het meer zou een economische impuls kunnen geven aan de regio, een uitbreiding betekenen van de recreatieve infrastructuur en als ecologische verbindingszone mogelijkheden bieden voor natuurontwikkeling. Het project ondervond weerstand van zowel agrariërs, als bewoners- en natuurorganisaties. Na aanvankelijke instemming door Gedeputeerde Staten werd, vanwege de kosten, in 2010 uiteindelijk toch afgezien van het plan.

## Randmeren rond Flevoland
De Nederlandse randmeren, die de polders Zuidelijk en Oostelijk Flevoland omgeven, zijn ook grote recreatiegebieden en zorgen voor nieuwe natuur. Deze wateren staan in verbinding met het IJsselmeer.
De randmeren rond de Flevopolders, van zuidwest naar noordoost, zijn:
- IJmeer
- Gooimeer
- Eemmeer
- Nijkerkernauw
- Nuldernauw
- Wolderwijd
- Veluwemeer
- Drontermeer
- Vossemeer
- Ketelmeer
- Ramsdiep

De randmeren bij de Noordoostpolder zijn:
- Zwarte Meer
- Kadoelermeer
- Vollenhovermeer

Nuldernauw, Wolderwijd, Veluwemeer en Drontermeer vormen de Veluwerandmeren. Deze randmeren liggen ten zuiden van de Randmeren Noord, die worden gevormd door het Vossemeer, Ketelmeer en Zwarte Meer.

## Afbeeldingen

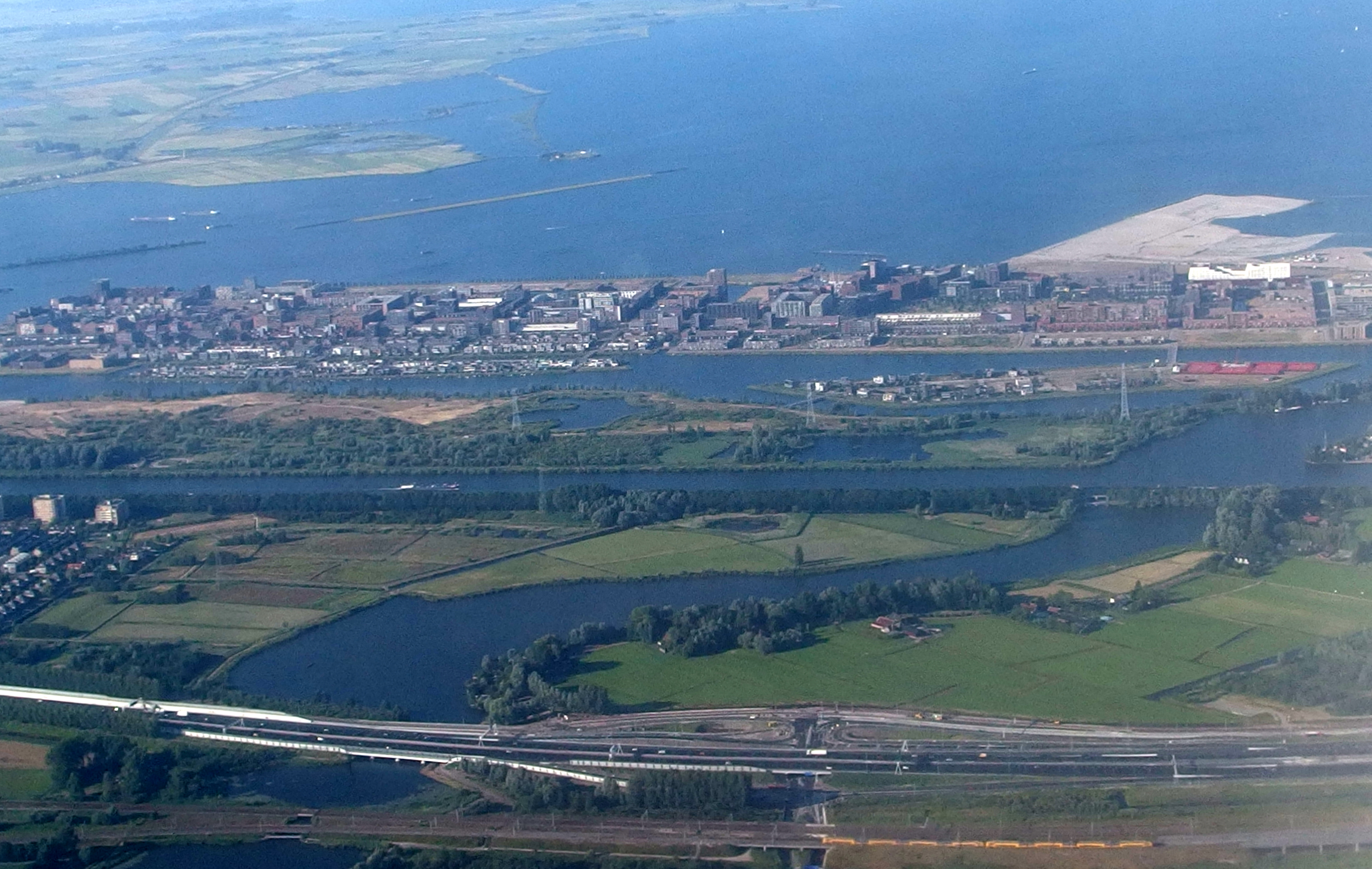
IJmeer met vuurtoreneiland
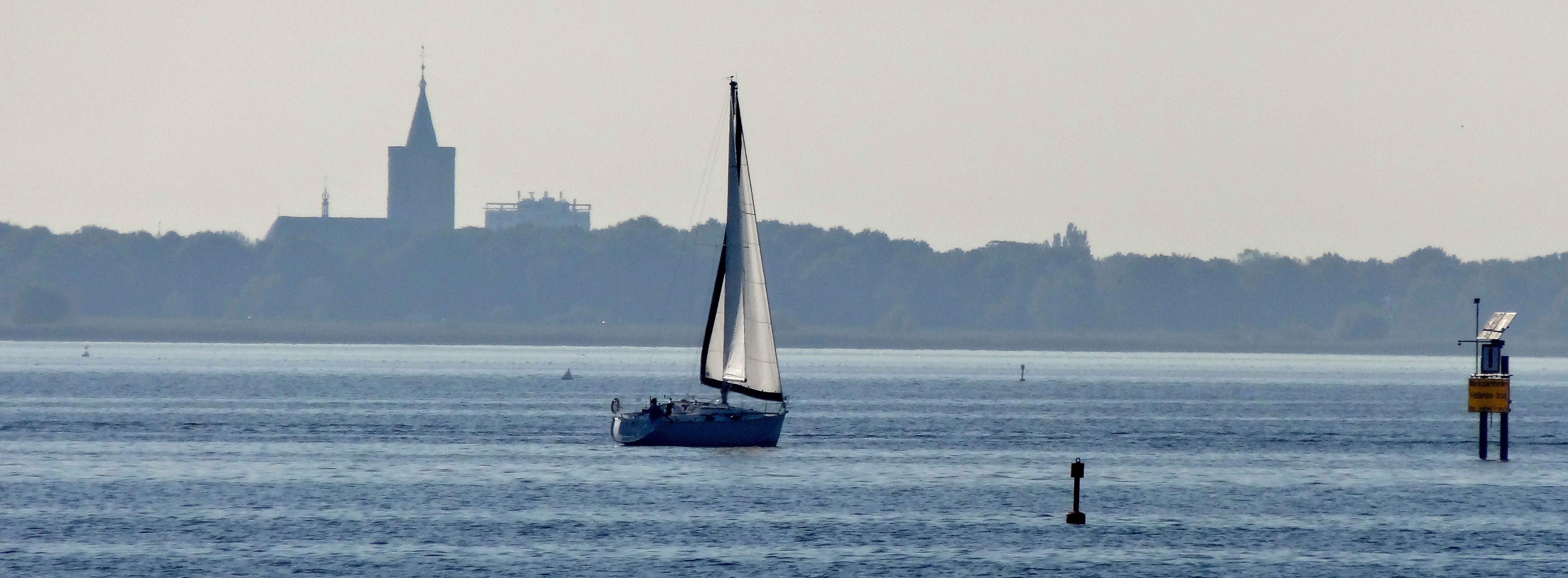
Gooimeer met zicht op de kerktoren van Naarden
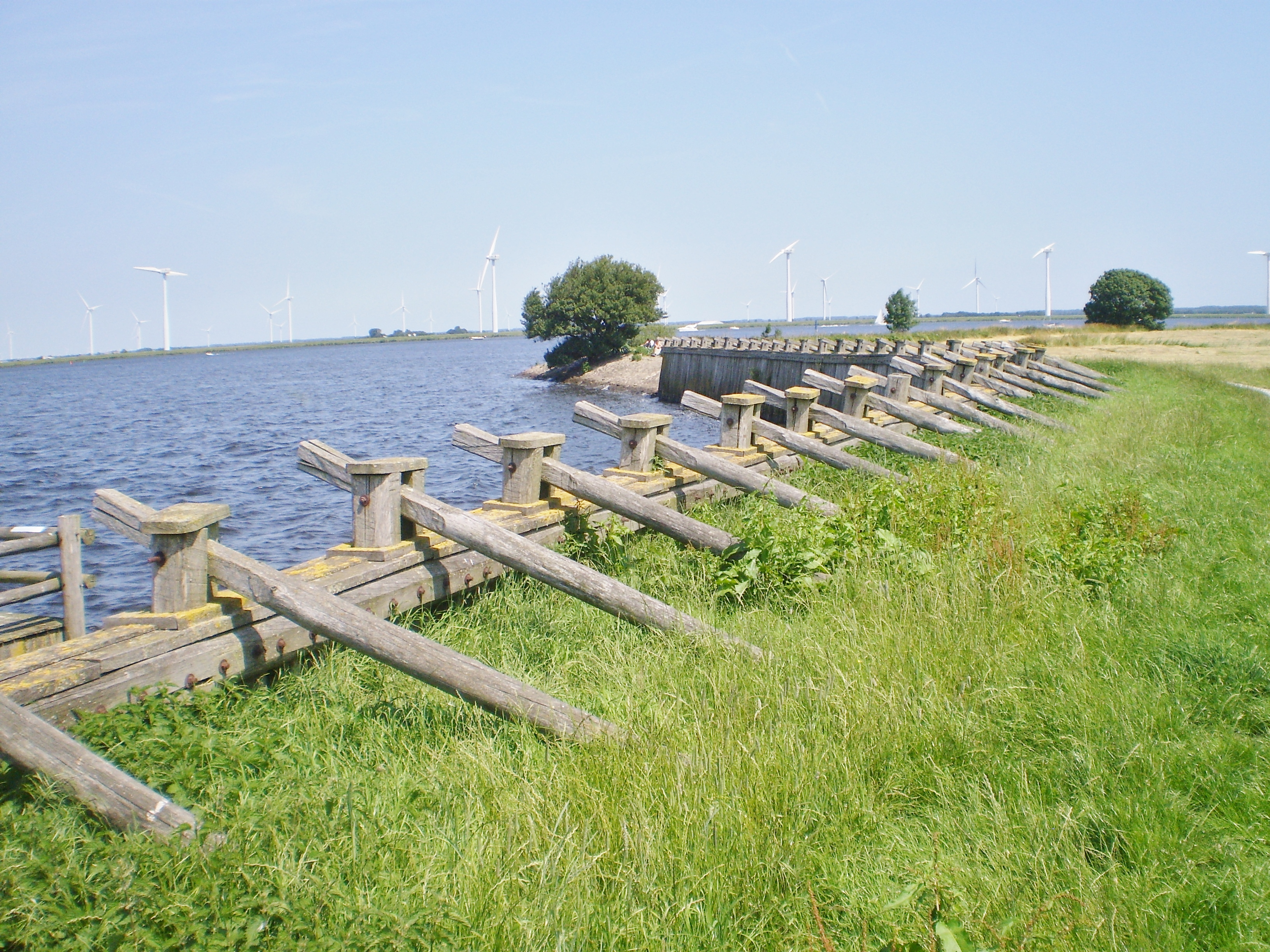
Eemmeer, palendijk
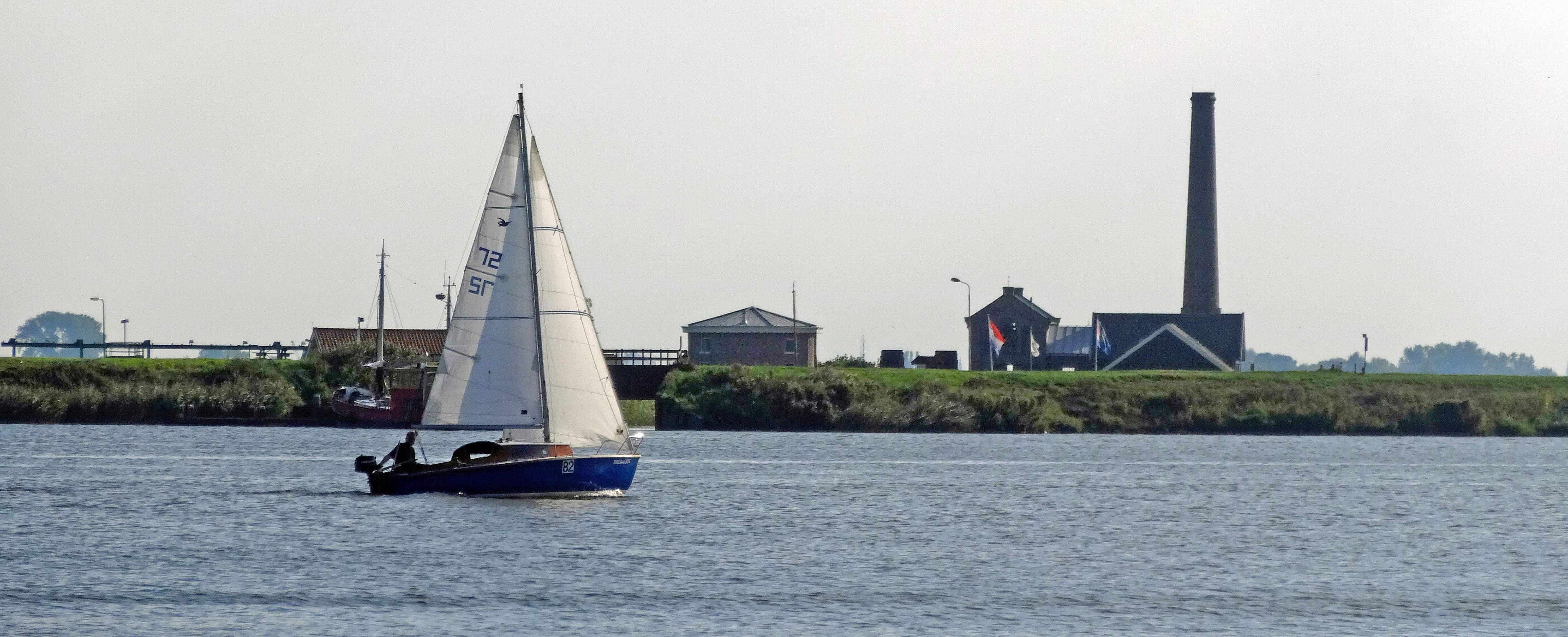
Nijkerkernauw
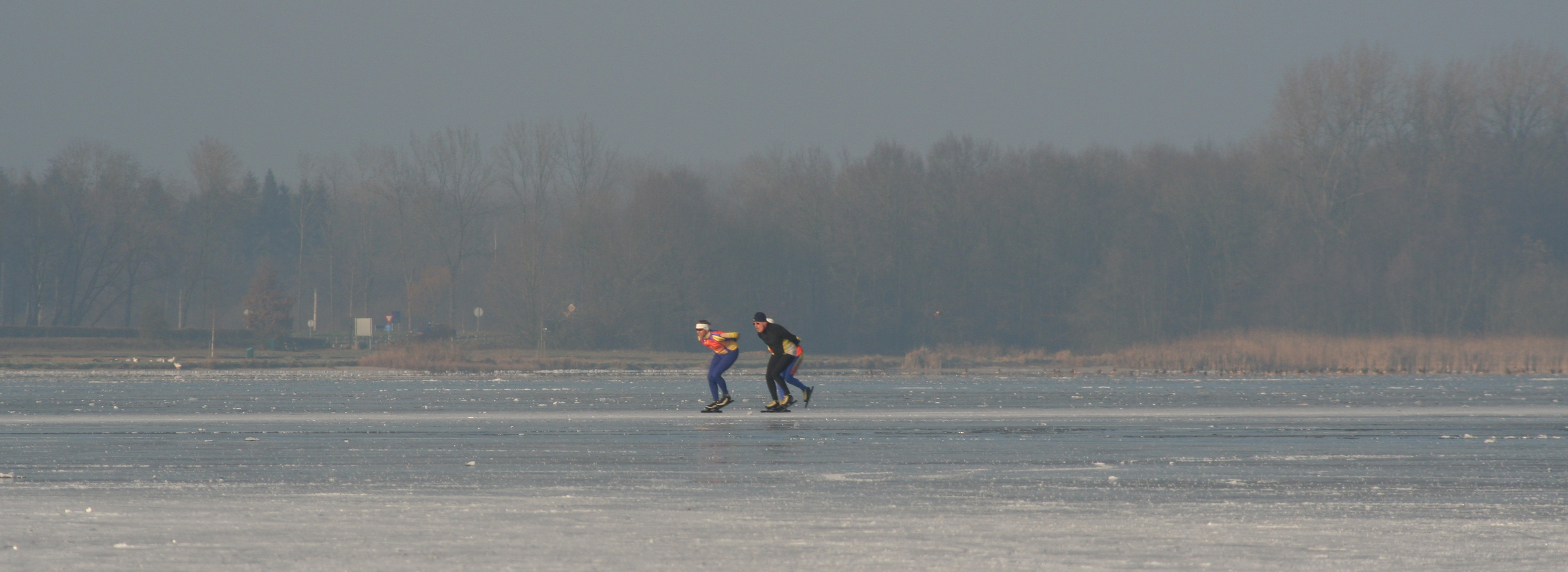
Schaatsers op het Drontermeer
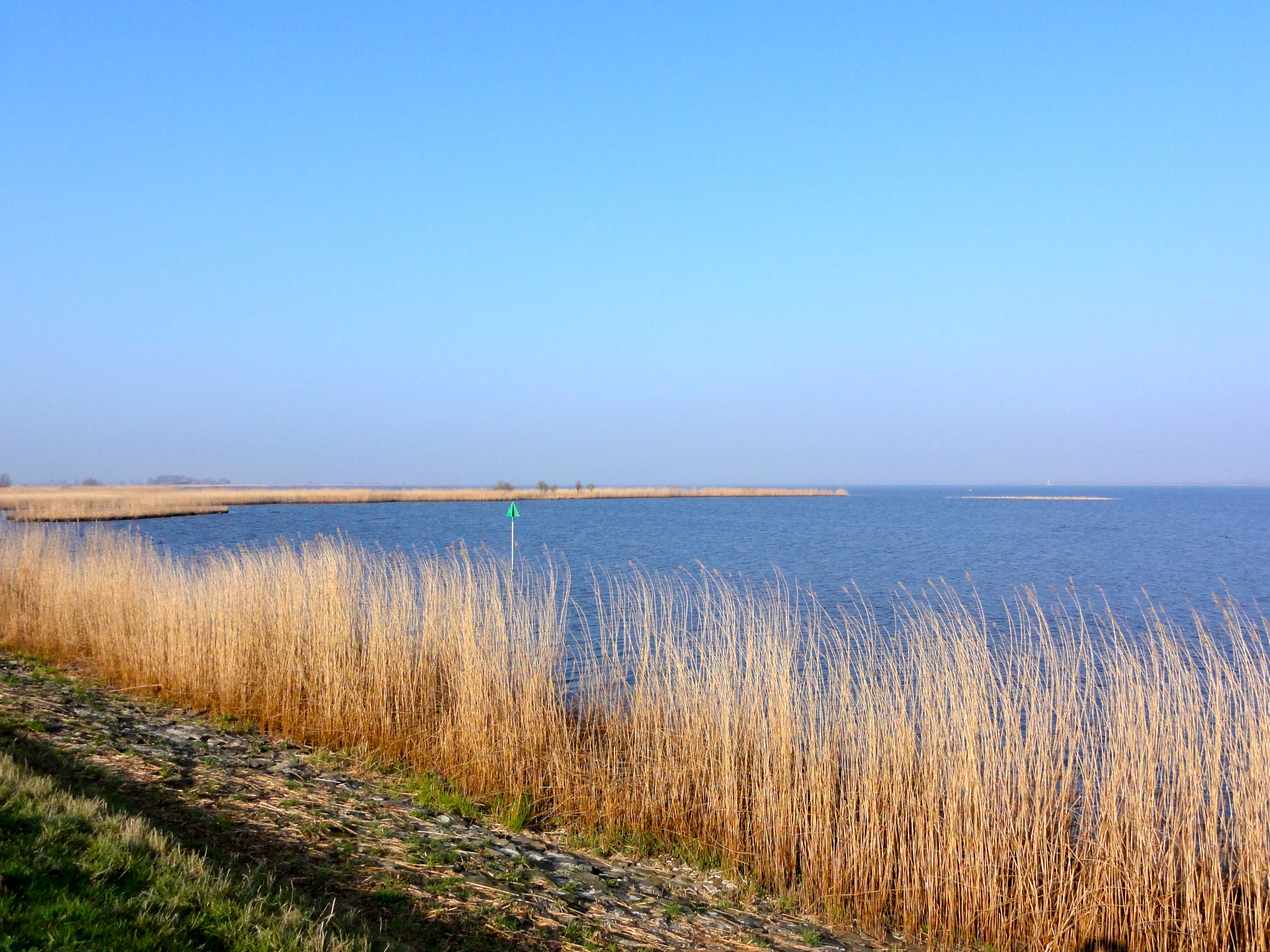
Zwarte Meer